# Ribalonga (Carrazeda de Ansiães)
Ribalonga ist eine Ortschaft und eine ehemalige Gemeinde (Freguesia) im portugiesischen Kreis Carrazeda de Ansiães. Die Gemeinde hatte 87 Einwohner (Stand 30. Juni 2011).
Am 29. September 2013 wurden die Gemeinden Ribalonga und Castanheiro zur neuen Gemeinde União das Freguesias de Castanheiro do Norte e Ribalonga zusammengeschlossen.